# Sergej Loekjanenko

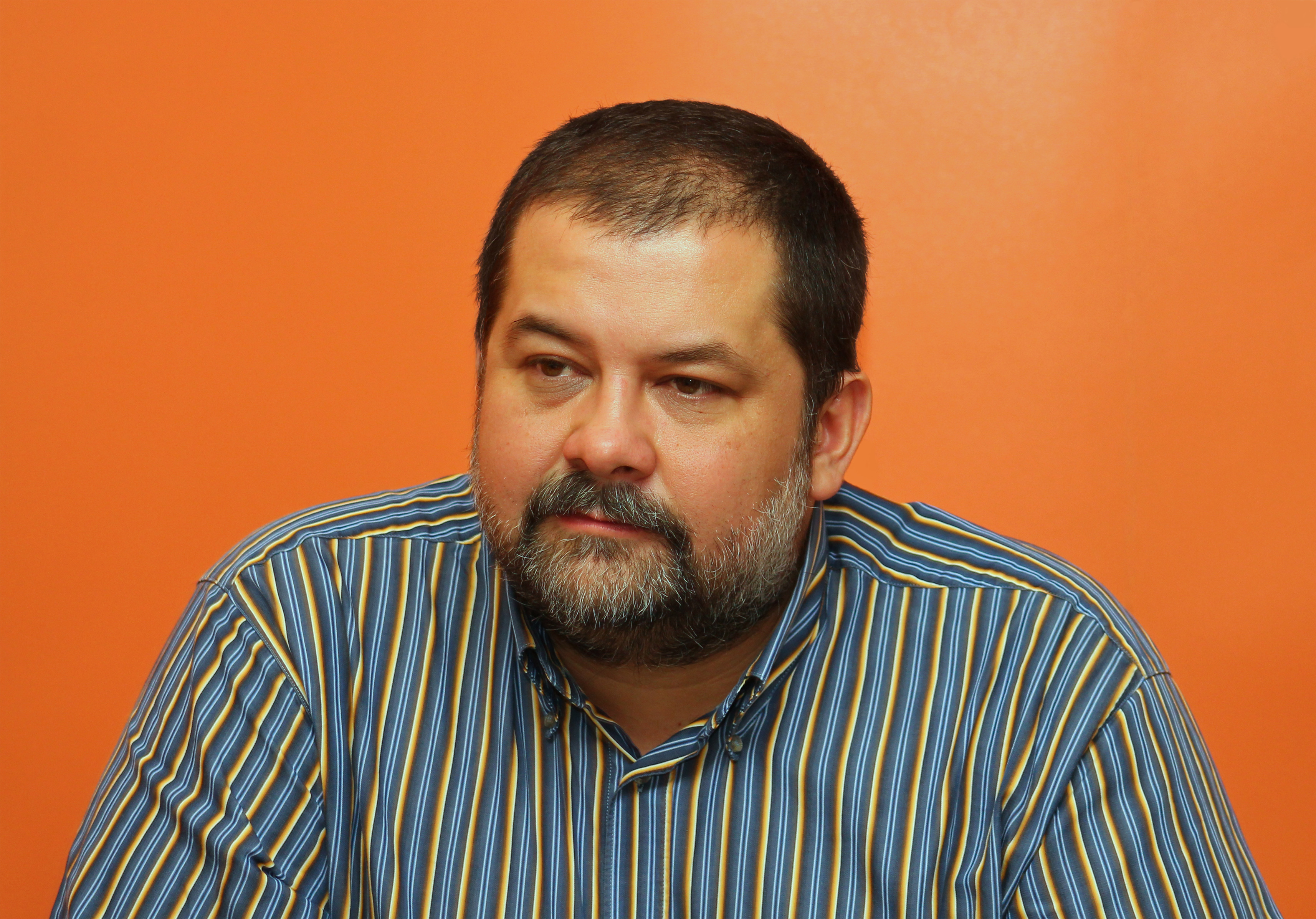
Sergej Loekjanenko (2011)

Sergej Vasiljevitsj Loekjanenko (Russisch: Сергей Васильевич Лукьяненко) (Karatau (Kazachstan), 11 april 1968) is een Russisch fantasyschrijver en een van de populairste schrijvers van het land. Hij is van opleiding psychiater, is getrouwd en woont in Moskou.
Zijn beroemdste boeken zijn Nachtwacht en Dagwacht, waar meer dan twee miljoen exemplaren van zijn verkocht. Hij heeft nog veel andere boeken geschreven maar deze twee zijn, samen met het boek Schemerwacht, de enige die in het Nederlands zijn vertaald. Een reden daarvoor is dat westerse uitgevers de moderne Russische copyrightwetgeving niet echt vertrouwen. De vertaling en uitgave in het Nederlands vond plaats in 2006 door uitgeverij Bruna.
De film Night Watch (Notsjnoj Dozor) uit 2004 en gebaseerd op het boek, werd beschouwd als de eerste Russische blockbuster. De film bracht meer dan 16 miljoen dollar op, een record op dat moment. De film Dagwacht (Dnevnoj Dozor) werd op 1 januari 2006 uitgebracht.

## Bibliografie

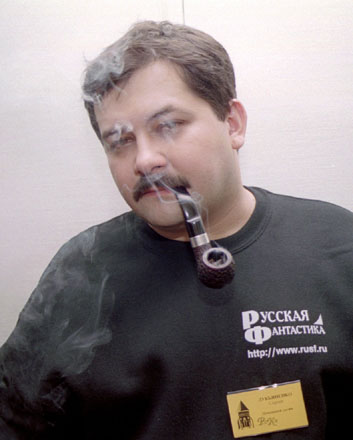